# Туристически оператор
Туристическият оператор, съкратено туроператор, е специализирана организация, създаваща туристически продукти и организираща предоставянето на туристическите услуги.
Туроператорската дейност се регламентира със специално законодателство, особено в страните с развит туризъм като България.
Организацията-туроператор има следните основни функции:
- разработва туристическите пакети от услуги – подбира туристически дестинации, договаря услугите (превоз, настаняване, хранене, екскурзии и др.) за туристите, изчислява стойността на всеки пакет от услуги;
- организира осъществяване на пакетите от туристически услуги – осигурява рекламиране на пакетите и осъществява тяхното изпълнение: сам и/или чрез възлагане на туристически агенции (агенти).

Някои туристически компании поемат и съчетават функциите едновременно на туристически оператори и на туристически агенции, работейки:
- като туроператор – компания, създаваща туристически продукти, и
- като турагент – компания, реализираща туристически продукти, създадени от туроператор.

Най-известният туристически оператор в България е компанията „Балкантурист“ (създадена през 1948 г.), осъществявала преобладаващата част от международния туризъм за чужденци в страната до 1990 г.